# 남준재
남준재(한국 한자: 南濬在, 1988년 4월 7일 ~ )는 대한민국의 전 축구 선수이자 현 축구 지도자 겸 행정가로 현역 시절 포지션은 윙어였으며 현재 K5리그 서울의 서울 벽산 플레이어스 코치이자 한국프로축구선수협회 이사 겸 어드바이저로 활동하고 있다.

## 클럽 경력
연세대학교 축구부에서 활약하던 남준재는 2010년 K리그 신인 드래프트에서 1순위로 인천에 지명, 영입되었다. 2010년 3월 19일 수원 삼성 블루윙즈와의 원정경기에서 1골을 득점, 프로 통산 첫 골을 기록하였다.
2011년 1월 6일, 안재준과 함께 전남 드래곤즈로 이적하였다. 2011년 3월 6일, 전북 현대 모터스와의 K리그 2011 개막전에서 선발 출전하여 데뷔전을 치렀다. 2라운드 포항 스틸러스와의 경기에서도 선발 출전하였다. 그러나 좋은 모습을 보여주지 못하면서 점점 자리를 잃어갔고, 주로 리그 컵 경기에만 출전하였다. 4월 20일 광주와의 리그 컵 경기에서는 이적 후 첫 골을 터뜨렸다. 2011년 7월 10일, 수원 삼성 블루윙즈와의 원정 경기에서 후반 42분 교체 투입되며 약 두 달만에 리그에 출전하였다.
2011년 7월 29일, 제주 유나이티드로 이적하였다. 등번호는 27번을 받았다. 하지만 2011시즌 3경기 출전, 2012시즌에는 급기야 한 경기에도 나서지 못하며 주전 출전에 어려움을 겪었고, 장원석과의 트레이드를 통해 6월 25일 전 소속팀 인천으로 복귀하였다.
2012 시즌 중반 친정팀인 인천으로 오게 된 남준재는 두 번째 경기 만에 도움을 기록한 것에 이어 세 번째 경기에서 골을 신고하며 전반기 많은 경기에 출전하지 못한 것에 대한 우려의 목소리를 불식시켰다. 2년 반 동안 팀의 주전으로 활약하였다.
2015 시즌을 앞두고 팀 동료 박태민과 함께 성남 FC로 이적하였다.
2018시즌 여름 이적시장을 통해 인천 유나이티드로 이적했다.
2019시즌 여름 이적시장에서 김호남과 트레이드되면서 제주 유나이티드로 이적했다.
2020시즌 여름 이적시장에서 K리그1의 포항 스틸러스에 입단했다.
2021시즌을 앞두고 경주 한국수력원자력 축구단에 입단했다.
2022시즌을 앞두고 K5리그의 서울 벽산 플레이어스 FC에 입단했다.
한동한 소식이 잠잠하다가 2022년 4월 5일 인터뷰를 통해 현역 은퇴를 선언했다.

## 수상 기록

### 개인상
| 시즌 | 대회                         | 수상   |
| ---- | ---------------------------- | ------ |
| 2000 | 전국시도대항초등학교축구대회 | 도움상 |

### 단체상
안산 무궁화 FC
- K리그 챌린지 : 우승 (2016)